# Cédric Ondo Biyoghé
Cédric Ondo Biyoghé (sinh ngày 17 tháng 8 năm 1994) là một cầu thủ bóng đá người Gabon thi đấu ở vị trí tiền đạo cho El Dakhleya SC ở Giải bóng đá ngoại hạng Ai Cập.

## Sự nghiệp
Ondo khởi đầu sự nghiệp cùng với Cercle Mbéri Sportif trước khi gia nhập CF Mounana năm 2015.

## Quốc tế
Vào ngày 16 tháng 1 năm 2016 Ondo có màn ra mắt cho Gabon ở Giải vô địch bóng đá châu Phi 2016 trước Maroc. Anh đá chính, thi đấu hết 90 phút và Gabon hòa 0–0.

## Thống kê sự nghiệp

### Quốc tế
Tính đến 1 tháng 1 năm 2017
| Đội tuyển quốc gia Gabon | Đội tuyển quốc gia Gabon | Đội tuyển quốc gia Gabon |
| Năm                      | Số trận                  | Bàn thắng                |
| ------------------------ | ------------------------ | ------------------------ |
| 2016                     | 3                        | 0                        |
| Tổng cộng                | 3                        | 0                        |